# 13933 Charleville
13933 Charleville è un asteroide della fascia principale. Scoperto nel 1988, presenta un'orbita caratterizzata da un semiasse maggiore pari a 2,7761253 UA e da un'eccentricità di 0,1406555, inclinata di 8,31932° rispetto all'eclittica.